# C.H. de Vries

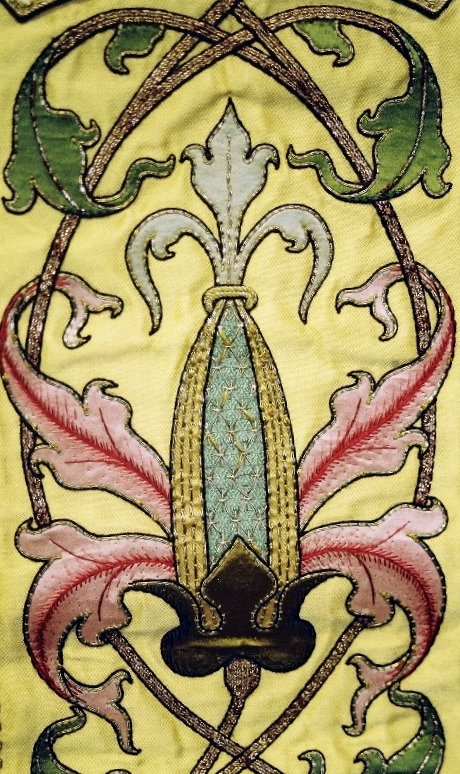
Detail van een kazuifel van C.H. de Vries uit 1915 met karakteristieke fantasiebloemen. Sint-Laurentiuskerk te Heemskerk.

C.H. de Vries was een borduuratelier en handel in kerkelijk textiel. Het was in de periode 1874-1962 gevestigd te Amsterdam.

## Oprichting
In 1874 vestigde de in Hoorn geboren timmermanszoon Cornelis Hendrikus de Vries (1850-1918) – nog maar 23 jaar oud – een ‘fabriek in gouden en zilveren borduurwerken’ in de Warmoesstraat te Amsterdam. Hij was behalve ondernemer ook werkman, dat wil zeggen dat hij het vak van goudborduren zelf beheerste. Zijn vakkennis deed hij op in Lyon, omdat dat in die tijd het centrum was van de zijdebewerking. Hij had zich vermomd als arbeider door geen hoed te dragen, maar een pet, omdat hem anders de fijne kneepjes van het vak niet geleerd zouden worden. In ieder geval was hij vrijwel onmiddellijk succesvol; zijn kunstborduurwerk kreeg al in 1876 een gouden medaille op de tentoonstelling van kunst-industrie te Utrecht. Het atelier groeide snel en verhuisde binnen enkele jaren naar grotere panden, in 1881 naar de Keizersgracht, hoek Leliegracht, en in 1883 naar het Singel bij de Lijnbaansteeg.

## Bloei

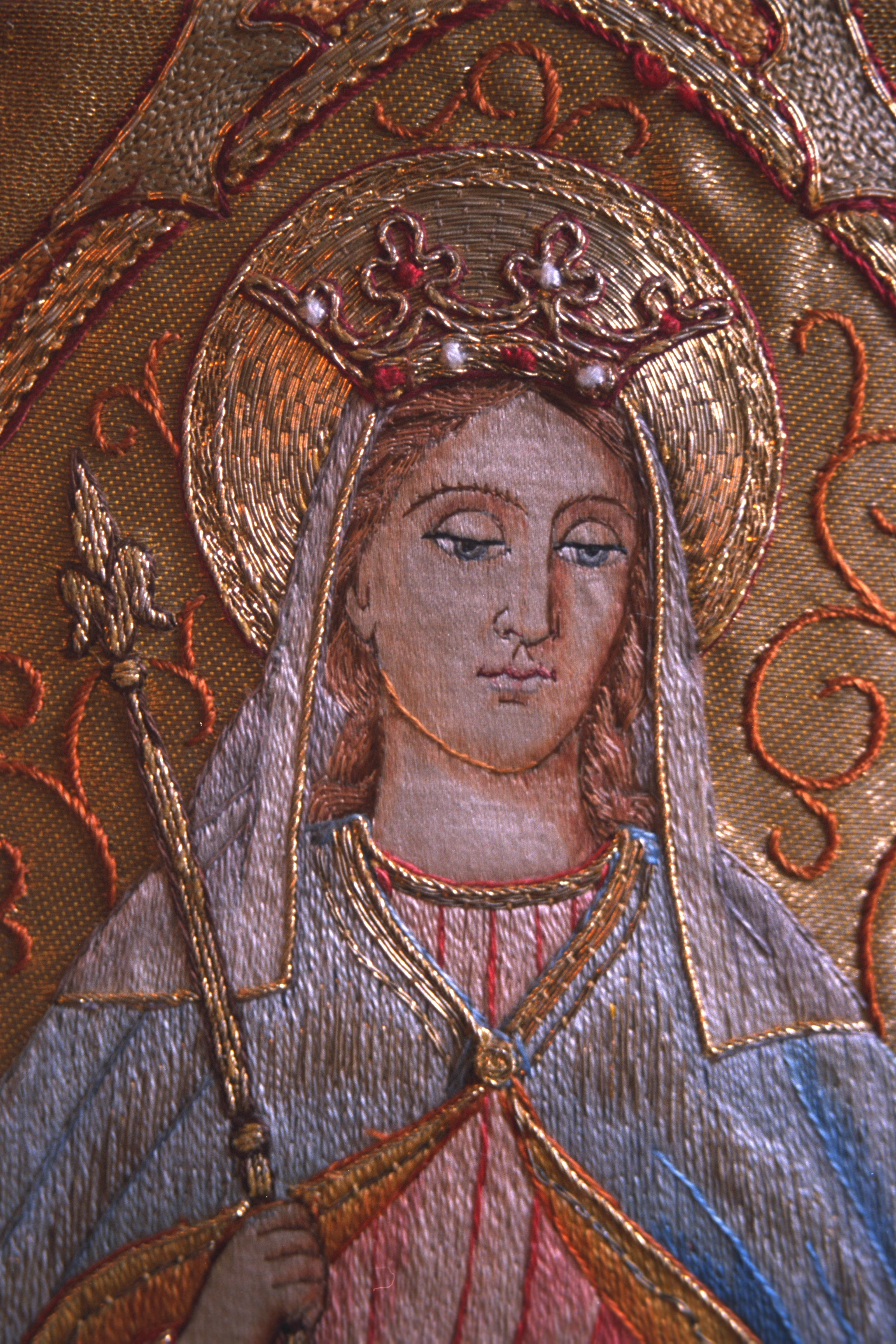
Detail van een dalmatiek van C.H. de Vries uit circa 1900-1910. Het gezicht van Maria is deels geschilderd, deels geborduurd. Sint-Nicolaaskerk te Amsterdam.

In 1889 huwde De Vries met de vijfentwintigjarige Angelina Joanna Grijseels. Het daarop volgende jaar werd er een groot pand aan de Nieuwezijds Voorburgwal 316 in gebruik genomen, dat zowel als bedrijfspand als woonhuis ging dienen. Het atelier behoorde op dat moment al tot de grootste van Nederland, mede dankzij een sterke mechanisatie en specialisatie. De borduurmachine, die vanaf de jaren zeventig voldoende ontwikkeld was, werd in gebruik genomen. Daarnaast wist men de beste effecten tegen de minste kosten te bereiken door handig verschillende technieken te combineren. Zeer fijn borduurwerk, grover borduurwerk, machinewerk en beschilderd satijn konden naast elkaar worden gebruikt. Deze combinatie van technieken zien wij nergens beter uitgevoerd dan bij C.H. de Vries.

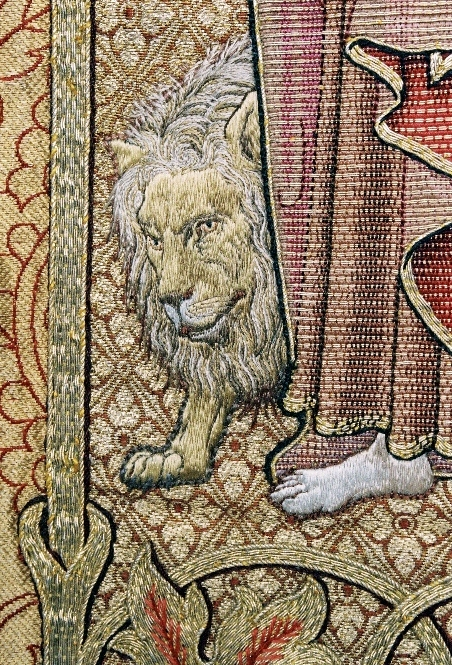
Detail van een koorkap van C.H. de Vries uit circa 1900, met een afbeelding van de leeuw aan de voeten van Marcus. Sint-Bonifatiuskerk te Zaandam.

Het Amsterdamse bedrijf bloeide in het begin van de twintigste eeuw als nooit tevoren, geheel dankzij het weelderige neogotische borduurwerk. Tot de topstukken behoren het gouden vierstel van de  Sint-Bonifatiuskerk te Zaandam uit circa 1900 en het eveneens gouden vierstel dat in 1909-1910 geschonken werd aan de  Sint-Janskathedraal te ’s-Hertogenbosch.
De geborduurde randen van het Zaandamse stel tonen de voor De Vries kenmerkende fantasiebloemen. Deze bloemen zijn gemaakt van gouddraad, gecombineerd met applicaties van satijn en geaccentueerd met kleurige nerven en details. Het tafereel op het koorkapschild toont de doop van een Fries door de heilige  Bonifatius naast een gevelde Wodanseik. De figuren zijn met de hand geborduurd, de bossages zijn uitgevoerd met de borduurmachine.
Het stel voor de Sint-Janskathedraal is geheel gedecoreerd met handgeborduurde taferelen en heiligen, waarbij overdadig gebruikgemaakt is van gouddraad. Het borduurwerk van beide stellen is van een superieure kwaliteit. Zij bevestigden ‘den goeden naam van de firma, in wier atelier zij werden vervaardigd’. In 1913 won De Vries een gouden medaille op de  wereldtentoonstelling in Gent, gebaseerd op zijn werk van de voorgaande tien jaar.

## Restauraties
De Vries werd niet alleen bekend dankzij zijn neogotische borduurwerk. Hij hield zich ook bezig met restauraties. De middeleeuwse kazuifels van Akersloot en Edam werden bijvoorbeeld in zijn atelier gerestaureerd. Het gaat om zeer ingrijpende restauraties, die volgens de huidige restauratie-ethiek zouden worden afgekeurd. Maar in die tijd wilde men versleten kunstwerken zo exact mogelijk in de (vermeende) oude staat reconstrueren. Ook vonden de meeste opdrachtgevers het van belang om weer een bruikbaar gewaad te creëren. In een bespreking van de restauratie van het kazuifel uit Edam wordt De Vries dan ook voorgesteld als ‘den kunstzinnigen minnaar van oude borduurwerken, den waardigen kunstenaar, die reeds zoveel oude schatten voor goed heeft hersteld en bewaard, den welbekenden borduurwerker C.H. de Vries, uit Amsterdam’.
De grote vaardigheid van de borduurwerkers strekte zich ook uit tot het goudborduurwerk, wat blijkt uit de restauratie van een uit 1858 daterende stel van de Krijtberg. In 1910 werd het complexe en zware goudborduurwerk door het atelier van C.H. de Vries schoongemaakt en overgezet op nieuw zilverlaken. Het was een arbeidsintensieve klus die 2.000 gulden kostte. De kwaliteit van de restauratie is bijzonder goed.

## Overlijden C.H. de Vries

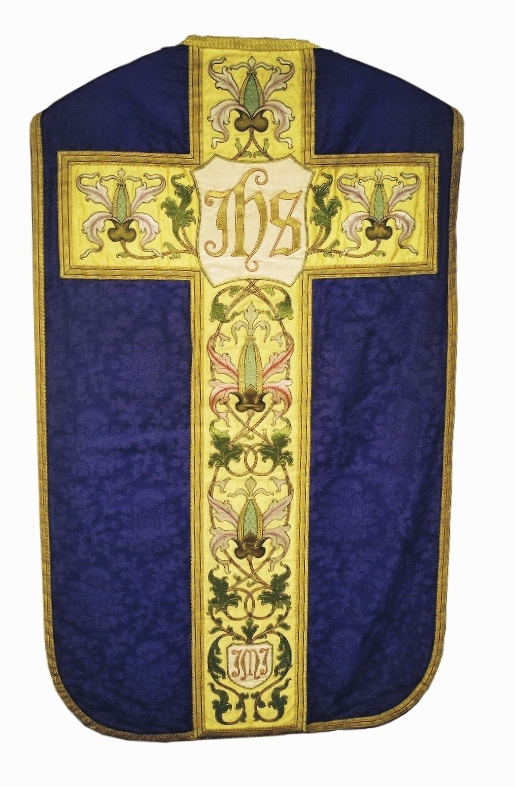
Kazuifel van C.H. de Vries uit 1915. Sint-Laurentiuskerk te Heemskerk.

Ondanks het feit dat C.H. de Vries belangstellend lid was van de Katholieke Kunstkring De Violier, was hij niet geneigd tot vernieuwing. Nog lang werd er neogotisch werk gemaakt in het Amsterdamse atelier. In 1918 kwam hier echter een abrupt einde aan. In de vroege ochtend van 22 november werden C.H. de Vries en zijn echtgenote dood aangetroffen in hun woonhuis. Aanvankelijk dacht men aan voedselvergiftiging, aangezien ook andere familieleden zich onwel hadden gevoeld. Uiteindelijk moest men concluderen dat koolmonoxidevergiftiging de oorzaak was geweest. Het gezin viel uiteen; de jongste kinderen werden ondergebracht bij familie in het land.

## Opvolging
Het atelier zou een jaar later worden heropgericht door de oudste zoon: Constantinus Hendrikus de Vries (1891-1968). Hij was evenals zijn vader actief in katholieke kringen. Hij was onder meer lid van het  Sint-Bernulphusgilde en van de Nederlandsche R.K. Bond van Kunstnijveren op het Gebied van Borduurwerken en Handelaren in Kerkbenoodigdheden (1922). C.H. de Vries jr. vestigde zich aan de Keizersgracht 386, vanaf 1932 aan de Herengracht 393. Het atelier bleef nog lang een goede naam houden. Dit leidde in 1936 tot de opdracht voor de vervaardiging van de mijter voor monseigneur Johannes Petrus Huibers, de pasbenoemde bisschop van Haarlem. Ter gelegenheid van deze belangrijke opdracht werd er een foto in het atelier genomen, op de zolder van het woonhuis van De Vries aan de Herengracht. Onder de hanebalken zijn twee mannen te zien, zittend achter hun borduurraam. Zij zijn ongetwijfeld bezig met het aanbrengen van het goudborduurwerk; een van hen houdt het speciale klosje voor gouddraad in zijn hand waarmee de draad strakgespannen kon worden. Op de achtergrond staan twee grote doeken in hun spanraam. De frontaal afgebeelde heiligen op deze doeken zijn statisch en sober weergegeven. Zij zijn gemaakt van effen applicaties, de spaarzame details zijn met geborduurde lijnen aangegeven. Kenmerkend voor dit werk – en andere werken van C.H. de Vries uit deze tijd – zijn de grote, geloken ogen van de afgebeelde figuren.

## Neergang
Na de Tweede Wereldoorlog lukt het niet meer de oude roem op te pakken. De concurrentie was groot en het Amsterdamse atelier had geen goede ontwerpers meer in dienst, in tegenstelling tot de relatief nieuwe ateliers van J.L. Sträter te Hilversum en A.W. Stadelmaier te Nijmegen, die grote successen boekten. Rond 1950 werkten er nog zo’n acht mensen bij C.H. de Vries. In 1962 werd het atelier opgeheven. De inboedel werd geveild. In de veilingcatalogus is een afbeelding opgenomen van een geheel met de hand geborduurde Mariakazuifel, die tot de beste stukken moet hebben behoord en de toevoeging kreeg ‘Zeer fraai’. De compositie met Maria, waaronder een vaas met lelies, is behoudend en wat rommelig. Het naoorlogse atelier van De Vries bereikte bij lange na niet het niveau van andere ateliers.
Met de opheffing van C.H. de Vries verdween het laatste borduuratelier uit Amsterdam.

## Belangrijkste stukken

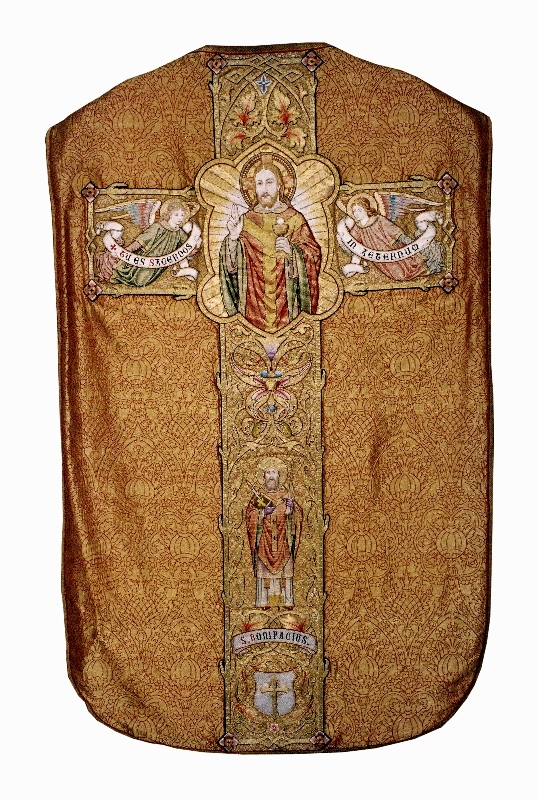
Kazuifel van C.H. de Vries, circa 1900. Sint-Bonifatiuskerk te Zaandam.

- 1879: in gouddraad en zijde geborduurd vuurscherm, in de vorm van een banier. Aangeboden aan koning Willem III en koningin Emma door de Sint Bonifaciusbond, de Nederlandsche Zouavenbond
- 1897: kazuifel voor de priester G.A.H. Overwater van de Antonius van Paduakerk te Rotterdam, geschonken ter gelegenheid van zijn 25-jarig priesterjubileum. Het werd ontworpen door  J.H. Tonnaer en kostte meer dan 6000 uur werk.
- 1900: gouden stel voor de Sint-Bonifatiuskerk te Zaandam. Geschonken door de weduwe van Klaas Blans.
- 1909: borduurwerk op de wieg voor prinses Juliana, naar het ontwerp van K.P.C. de Bazel. Geschonken door het Amsterdamsche Comité aan koningin Wilhelmina.
- 1909: koorkap, geschonken door de Erewacht van het H. Sacrament aan de Sint-Janskathedraal in ’s-Hertogenbosch.
- 1910: bijbehorend driestel en schoudervelum, geschonken door de Broederschappen der Zoete Lieve Vrouwe en van de H.H. Martelaren van Gorcum, naar aanleiding van het eeuwfeest van de teruggave van de kerk door Napoleon.
- ca. 1900-1910: gouden stel Sint-Nicolaaskerk te Amsterdam, nu in Museum Amstelkring.
- ca. 1925-1935: vaandels voor de Stille Omgang, exemplaren bekend voor Edam en voor Hillegom, naar ontwerp van Willem Wiegmans.
- 1936: mijter voor monseigneur Johannes Petrus Huibers, bisschop van Haarlem.
- 1936: volledige set paarse paramenten voor monseigneur Johannes Petrus Huibers, aangeboden door het bestuur van de Ziekenverpleging en Comité Nationale Bedevaart. Met afbeelding van O. L. Vrouw van Zeven Smarten.

## Tentoonstellingen
- 1876: Tentoonstelling van kunst-industrie, Utrecht (gouden medaille)
- 1877: Tentoonstelling van kunst toegepast op nijverheid, Amsterdam
- 1883: Internationale, Koloniale & Uitvoerhandel Tentoonstelling, Amsterdam (bronzen medaille)
- 1913: Wereldtentoonstelling, Gent (gouden medaille)